# Phytodétritus

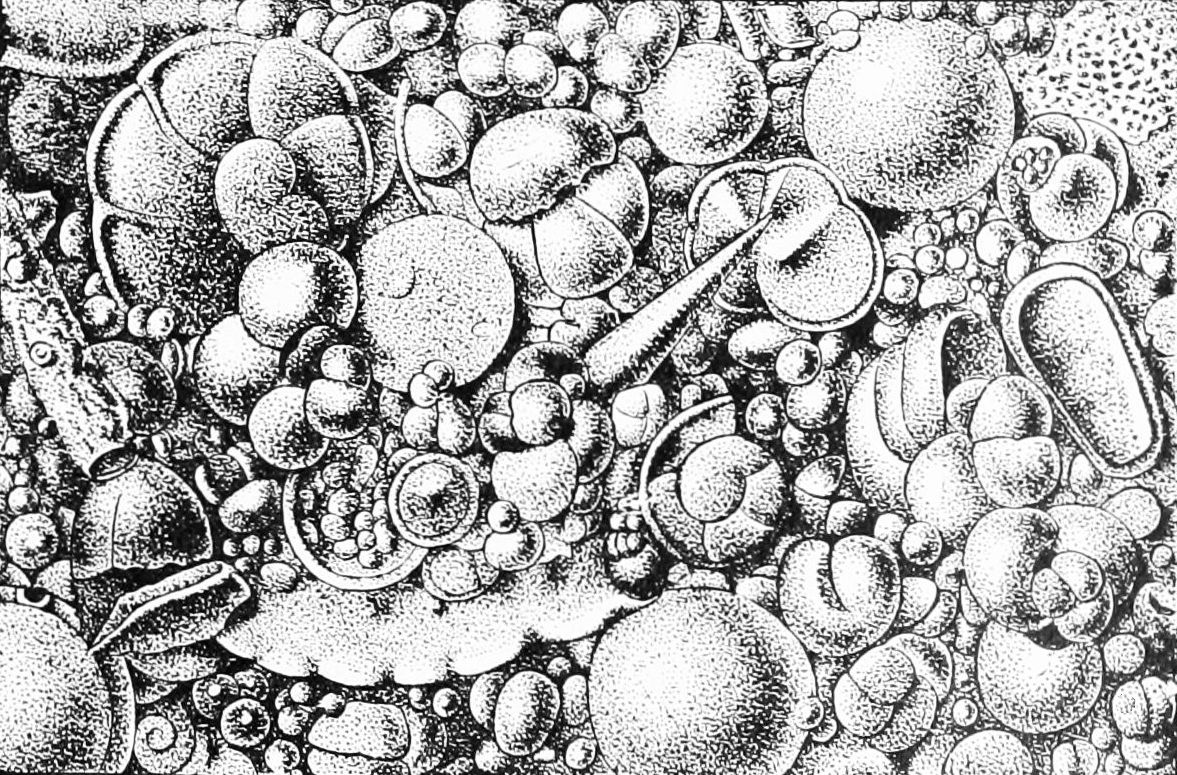
Le « limon de Globigerina », illustration de The popular Science monthly, 1893-1894

En océanographie, le phytodétritus est la matière organique particulaire provenant du phytoplancton et d'autres matières organiques des eaux de surface tombant sur le fond marin. La chute se déroule presque continuellement sous la forme d'une « neige marine » de particules descendantes, tombant à la vitesse de 100 à 150 m par jour. Dans certaines conditions, le phytoplancton peut s'agréger et tomber rapidement à travers la colonne d'eau et arriver peu modifié sur le fond marin. Ces flux sont parfois saisonniers ou périodiques, sont parfois associés à des efflorescences algales et peuvent constituer l'essentiel de la matière organique descendante. Si la quantité est supérieure à ce que les détritivores benthiques peuvent métaboliser, le phytodétritus forme une couche pelucheuse à la surface du sédiment. Il s'accumule dans de nombreux sites océaniques (profonds ou non) à travers le monde.
Le phytodétritus varie en couleur et en apparence : verdâtre, brun ou gris, floconneux ou gélatineux. Il est constitué des restes microscopiques de diatomées, dinoflagellés, dictyochales, coccolithophores, foraminifères, phéodariens, tintinnidés, œufs et mues de crustacés, boulettes fécales de protozoaires, picoplancton et autres matières planctoniques agglomérée à une masse gélatineuse membraneuse. L'un des genres de foraminifera les plus importants, Globigerina, peut couvrir de vastes étendues du fond de l'océan de ses sécrétions, principalement constituées de coquilles de formes planctoniques, créant du « Limon de Globigerina », nommé ainsi par Murray et Renard en 1873. Des matériaux plus volumineux peuvent également être présents, notamment des restes d'animaux de plus grande taille tels que des carcasses, de gros fragments de matières végétales et fécales.